# Цимлянський заказник
Цимля́нський держа́вний приро́дний зака́зник — одна з природоохоронних територій Ростовської області Росії, заказник федерального значення.

## Історія
Заказник створено 20 вересня 1983 року Наказом Главмисливства РРФСР № 351. У 2011 році було прийнято рішення про передачу цієї природоохоронної території в оперативне управління державному природному біосферному заповіднику «Ростовський».

## Географічне положення
Заказник розташований в Цимлянському районі Ростовської області на території урочища «Кучугури» і прибережної зони Цимлянського водосховища. Його площа становить 44 998 га.
Північно-східний кордон заказника починається від річки Цимли, пролягає уздовж адміністративної межі Ростовської області до Цимлянського водосховища, далі йде умовною лінією в південному напрямку по акваторії водосховища на 2 кілометри. Південно-західний кордон проходить на відстані 2 кілометрів від урізу води при НПУ-36 м, потім в північному напрямку йде по річищу Цимли до перетину її з адміністративним кордоном області.
Включає елементи напівпустелі, степу, лісостепу, ліси і болотні ділянки.
Заказник межує з сільськогосподарськими угіддями Волгоградської області.

## Природоохоронна діяльність

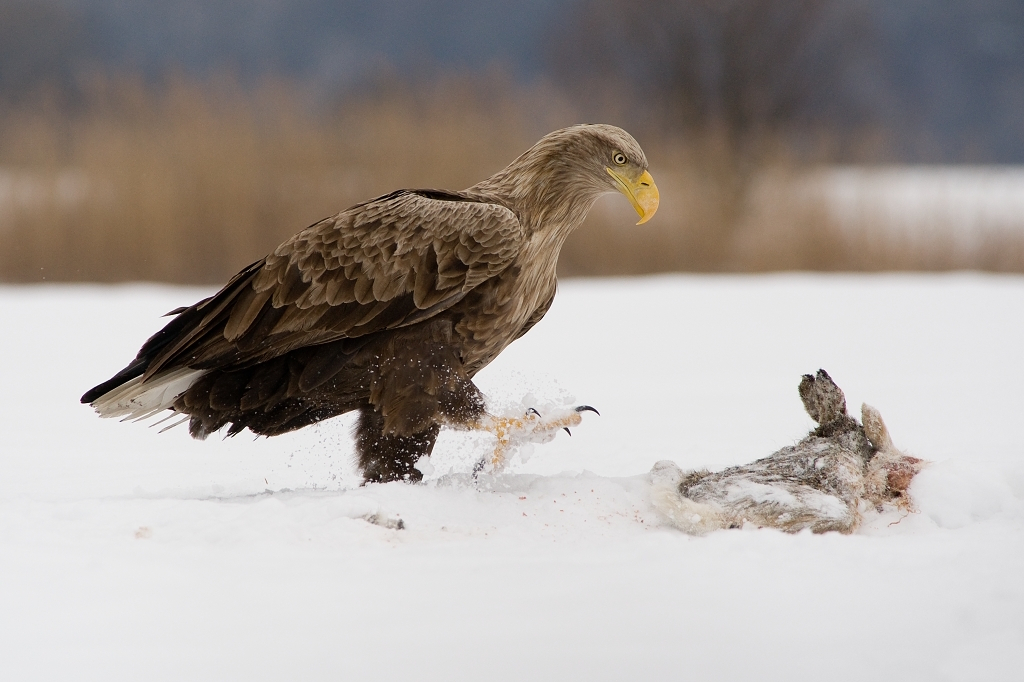
Орлан-білохвіст полює на зайця

Заказник був створений з метою збереження, відновлення й відтворення найбільш цінних у господарському, науковому та культурному відношенні мисливських тварин та охорони рідкісних тварин, занесених до Червоної книги Російської Федерації, таких як орлан-білохвіст, дрохва, лежень, хохітва, благородний олень, азійська та європейська сарни, лось. Загалом на території заказника зустрічається близько 33 червонокнижних видів тварин.
Популяція дикого кабана використовується для розселення в інші місця. Планується вольєрне і напіввільне розведення дрохви та хохітви, пошук місць для випуску і розселення степового бабака.
На території заказника зростають рідкісні рослини, такі як: волошка Талієва, пирій ковилолистий, водяний горіх тощо. Загалом тут зустрічаються 29 видів рослин, занесених до Червоних книг Російської Федерації і Ростовської області. Крім цього є й цілі рослинні угруповання — природні ліси Доно-Цимлянського піщаного масиву, що підлягають особливій охороні.

## Флора

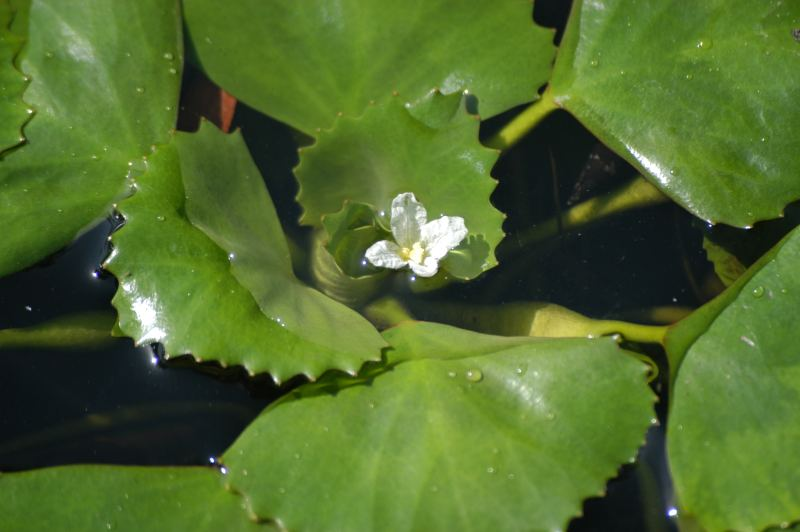
Водяний горіх

Ліси заказника є реліктами плейстоценової рослинності, яка на більшій частині південного сходу Європи змінилася в голоцені сосняками, потім дібровами, а тут зупинилася в розвитку на березняковій фазі. Тут досі збереглося багато реліктових бореальних видів рослин, таких як плавун болотний, зозулин льон, сфагнові мохи, папороті дріоптеріс і вужачка, родіола тощо. Для лісових насаджень типовими є сосна, тополя, акація біла, береза, осика, верба біла. Сосняки являють собою штучні насадження у віці від 15 до 40 років. По берегах озер і в трав'яному покриві переважає осока, очерет, рогіз. Зустрічаються глід, маслинка вузьколиста, терен. Лісистість території заказника становить близько 10%.

## Фауна

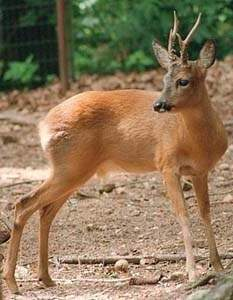
Сарна азійська

В заказнику мешкають різноманітні наземні хребетні тварини — понад 230 видів. Типові види: лось, кабан дикий, сарна, заєць-русак, лисиця звичайна. Відзначаються випадки заходу вовків з території Волгоградської області. Видовий склад птахів особливо багатий, їх на території заказника мешкає близько 140 видів. Іхтіофауна представлена такими видами, як лящ, сазан, судак, карась, сом, тарань, щука.

## Наукова діяльність
У 1998–2000 р.р. на території заказника проводився авіаоблік копитних тварин.